# 帕齐希
帕齐希是德国梅克伦堡-前波美拉尼亚州的一个市镇。总面积8.05平方公里，总人口474人，其中男性249人，女性225人（2011年12月31日），人口密度59人/平方公里。